# De Ronde Venen
De Ronde Venen là một đô thị ở tỉnh Utrecht, Hà Lan.

## Các trung tâm dân cư
Đô thị De Ronde Venen có các làng Amstelhoek, De Hoef, Mijdrecht, Vinkeveen, Streedishment, Waverveen, and Wilnis, và một số làng khác như Aan de Zuwe và Achterbos.